# 2014年アジアパラ競技大会
2014年アジアパラ競技大会（The 2nd Asian Para Games）は、2014年に開催された第2回アジアパラ競技大会である。2014年10月18日から10月24日の日程で韓国の仁川で開催された。

## 実施競技
- アーチェリー（桂陽アジアドアーチェリー場）
- 陸上競技（仁川アシアド主競技場）
- バドミントン（桂陽体育館）
- ブラインドサッカー（仙鶴ホッケー競技場）
- ゴールボール（仙鶴国際アイスリンク）
- シッティングバレーボール（松林体育館）
- 水泳（文鶴朴泰桓水泳場）
- 車いすダンス（江華コインドル体育館）
- 卓球（松島グローバル大学体育館）
- 車いすテニス（ヨルムルテニス競技場）
- ウィルチェアーラグビー（仙鶴体育館）
- 自転車（仁川国際ベロドローム）
- 車椅子バスケットボール（三山ワールド体育館）
- テンピンボウリング（安養虎渓体育館）
- 車いすフェンシング（松島グローバル大学コンサートホール）
- ボッチャ（南洞体育館）
- 7人制サッカー（南洞ラグビーフィールド）
- 柔道（桃園体育館）
- パワーリフティング（月光祝祭庭園重量挙げ競技場）
- ボート競技（渼沙里漕艇場）
- 射撃（玉輦国際射撃場）
- ローンボウルズ（仁川大公園ローンボウルズ競技場）
- セーリング（旺山ヨット競技場）